# Luis Moisset de Espanés
Luis Moisset de Espanés (Córdoba, 20 de febrero de 1930- 13 de abril de 2017) fue un jurista argentino autor de numerosos trabajos de notable influencia para el derecho argentino y sudamericano.

## Biografía
Designado como abogado en 1957 y doctor en Derecho en 1964 por la Universidad Nacional de Córdoba, su tesis doctoral "La lesión en los actos jurídicos" fue determinante para la incorporación de la lesión subjetiva al Código Civil Argentino. Ha sido miembro del Tribunal Superior de Justicia de Córdoba.
Es Académico de Número de la Academia Nacional de Derecho y Ciencias Sociales de Córdoba desde 1972. La presidió en los períodos 1995-1998, 1998-2001 y 2007-2010, y ahora es Presidente Honorario. Es también Presidente Honorario de las Academias de Derecho de Honduras y Nicaragua, y miembro honorario o correspondiente de numerosas Academias de Derecho (en América, las de México, Bolivia, Brasil, Colombia, Costa Rica, Paraguay, Perú, y en España de la Real Academia de Jurisprudencia y Legislación -Madrid-, y las Academias de  Aragón, Asturias, Galicia, Granada, Valencia y Extremadura).  Desde 2007 fue Presidente de la Mesa Permanente de las Academias de Jurisprudencia de Iberoamérica (períodos 2007-2010, 2010-2013 y 2013-2016) y ahora presidente honorario.  Ha sido distinguido con el "doctorado Honoris causa" por las Universidades Hispanoamericanas de Managua, Nacional de Rosario (Argentina), y Universidad San Pablo T. (Tucumán, Argentina),  Universidad Notarial Argentina, Universidad Champagnat (Mendoza),  Universidad Católica de Santiago del Estero. En 1996 recibió el Premio Konex por su trayectoria en derecho civil.
En 1980 fue distinguido con la Cruz de Primera Clase de la Orden de San Raimundo de Peñafort, al mérito jurídico.
El 26 de diciembre de 2014 es condecorado con la Gran Cruz de la Orden de Alfonso X el Sabio.

## Algunas publicaciones

### Libros
- 2010. Nuevas cartas al cielo. Editorial Zavalía, Buenos Aires
- 2004 y 2015. Publicidad registral. Editoriales Palestra y Sunarp, Lima
- 2004. Prólogos. Editorial Advocatus, Córdoba
- 2001. Desventuras de Criticón y cartas al cielo. Editorial Zavalía, Buenos Aires
- 2001. Cartas jurídicas. Zavalía, Buenos Aires.
- 2001. Cuadros de un congreso y otras cartas al cielo. Editorial Zavalía, Buenos Aires
- 1998. Accidentes de automotores. 2.ª edición de Ediciones Jurídicas Cuyo, 747 pp. ISBN 9509099724 en línea
- 1998. Obligaciones naturales y deberes morales. Volumen 11 de la Academia Nacional de Derecho y Ciencias Sociales de Córdoba. Editor Academia Nacional de Derecho de Córdoba, 377 pp. ISBN 950572439X (2ª edición, actualizada, Universidad Javeriana, Bogotá, 2013)
- 1994. Algunos problemas vinculados con la investigación en las ciencias jurídicas. Advocatus, Córdoba. (2ª edición, actualizada, Lima, 2006. Editorial Ara) (3ª edición actualizada y titulada Aspectos de la investigación..., Bogotá, 2008), (4ª edición actualizada, Advocatus, Córdoba, 2010).
- 1994. Derecho Comparado y Codificación Civil. Zavalía, Buenos Aires
- 1993. Curso de Obligaciones (2 Tomos; T. I, 489 p.; T. II, 553 p.). Editorial Advocatus, Córdoba (revisiones posteriores en tres tomos, editorial Zavalía, Buenos Aires. Edición con concordancias al derecho peruano, Lima 2016)
- 1992, 1997, 2003. Publicidad registral. Editoriales Advocatus y Zavalía
- 1992. Automotores y motovehículos. Editorial Zavalía, Buenos Aires.
- 1991. El cazador, casado. Editor Miguel Ángel Libros, 128 pp.
- 1985a. El desagio. 2.ª edición de Rubinzal y Culzoni, 360 pp.
- 1985. Responsabilidad civil en materia de accidentes de automotores. Editor Rubinzal y Culzoni, 343 pp.
- 1984. Responsabilidad civil. Editor Colegio de Abogados de Comodoro Rivadavia, 504 pp.
- 1982 Estudios de derecho civil: cartas y polémicas. Editor Univ. Nac. de Córdoba, 249 pp.
- 1982 Estudios (Parte General - Obligaciones y Reales). Editorial Comercio y Justicia
- 1981. Inflación y actualización monetaria. Editorial Universidad, 409 pp.
- 1981 Dominio de automotores y publicidad registral. Editorial Hammurabi, 456 pp.
- 1976 La lesión y el nuevo art. 954. Editor Univ. Nac. de Córdoba
- 1976 La irretroactividad de la ley y el nuevo art. 3. Editor Univ. Nac. de Córdoba
- 1968. Interrupción de la prescripción por demanda. Editor El Autor, 90 pp.
- 1965 La lesión en los actos jurídicos. Editor Univ. Nac. de Córdoba, laureada por la Academia Nacional de Ciencias de Buenos Aires, 1967